# رندی جونز
رندی جونز (انگلیسی: Randy Jones؛ زادهٔ june ۲۴, ۱۹۶۹ (۵۵ سال)) ورزشکار بابسلد اهل ایالات متحده آمریکا است.
وی در مسابقات کشوری و بین‌المللی در مجموع برندهٔ ۲ مدال نقره، ۲ مدال برنز شده‌است.